# HD245153
HD245153 є хімічно пекулярною зорею спектрального класу
A0 й має видиму зоряну величину в смузі V приблизно 10,2.

## Пекулярний хімічний вміст
Зоряна атмосфера HD245153 має підвищений вміст 
Si
.